# János Németh
János Németh (ur. 12 czerwca 1906 w Budapeszcie, zm. 5 marca 1988 w Madrycie) – węgierski piłkarz wodny. Dwukrotny złoty medalista olimpijski.
Na igrzyskach startował dwa razy (1932 i 1936) i za każdym razem zwyciężał z drużyną waterpolistów. W dwóch turniejach wystąpił łącznie w dziesięciu meczach i zdobył 32 bramki. Trzy razy był mistrzem Europy w (1931, 1934 i 1938). Rozegrał 110 spotkań w kadrze. W 1969 został przyjęty do International Swimming Hall of Fame. Wielokrotnie był mistrzem Węgier. W latach 50. wyemigrował do Hiszpanii.